# Orphelinat du Mount Cashel

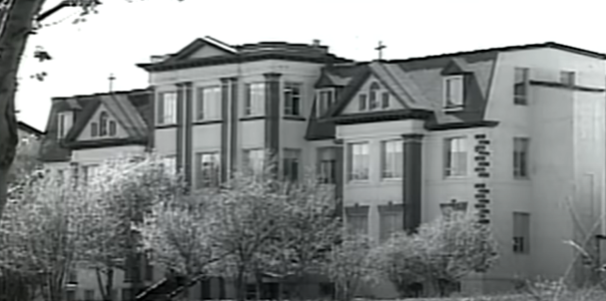
L'Orphelinat du Mount Cashel.

Pour un article plus général, voir Abus sexuels sur mineurs dans l'Église catholique au Canada.
L'orphelinat du Mount Cashel est un orphelinat pour garçons situé à Saint-Jean de Terre-Neuve au Canada. L'orphelinat était géré par la congrégation des Frères chrétiens et a fermé en 1989. Il est devenu tristement célèbre pour des abus sexuels par des religieux sur les enfants.

## Historique
L’orphelinat du Mount Cashel est créé à la fin du dix-neuvième siècle. Les Frères chrétiens prennent la direction de l'orphelinat en 1949. Celui-ci est fermé  à la fin de 1989 quand sont révélés des abus sexuels sur des centaines de victimes parmi les enfants de l’orphelinat. Le batiment est détruit en 1992 pour laisser place à un centre commercial .
En 1975, des enfants déclarent qu'ils sont victimes de trois religieux qui les caressent, les embrassent, les battent et les violent. Mais l'affaire est étouffée avec l'intervention du ministère de la Justice. À la suite d'une enquête journalistique le dossier est cette fois-ci correctement instruit de 1989 à 1996 et donne lieu à des condamnations,.
En 2019, la Cour d’appel de Terre-Neuve-et-Labrador a déclaré l’archidiocèse de Saint-Jean responsable des abus sexuels commis contre quatre garçons dans les années 1940, 1950 et 1960. La Cour a reconnu que même si la congrégation des Frères chrétiens  gérait l’orphelinat, l’archidiocèse a permis aux religieux de commettre des abus sexuels impunément pendant des décennies. Le juge a accordé 2,4 millions de dollars à quatre victimes, mais il a aussi ouvert la voie à une centaine d’autres litiges contre l’archidiocèse.
En 2022, l'archidiocèse met en vente des bâtiments dans 34 paroisses, y compris la Basilique St. John the Baptist, dans l'intention de dédommager les victimes.